# Jędrzej Skrzypczak
Jędrzej Skrzypczak (ur. 30 maja 1971) – polski prawnik i politolog, doktor habilitowany nauk humanistycznych, profesor uczelni na Uniwersytecie im. Adama Mickiewicza w Poznaniu.

## Życiorys
Absolwent Wydziału Prawa i Administracji (1995) oraz Instytutu Nauk Politycznych i Dziennikarstwa (1996) Uniwersytetu im. Adama Mickiewicza w Poznaniu. W 1999 uzyskał na UAM stopień doktora nauk humanistycznych w zakresie nauk o polityce na podstawie pracy zatytułowanej Ochrona nadań organizacji radiowo-telewizyjnych w Polsce. Habilitował się na tej samej uczelni w 2011 w oparciu o rozprawę pt. Polityka medialna w okresie konwersji cyfrowej radiofonii i telewizji.
W 1999 zatrudniony jako adiunkt w Zakładzie Systemów Prasowych i Prawa Prasowego INPiD, został później kierownikiem tego zakładu. Na UAM doszedł do stanowiska profesorskiego. Był także adiunktem w Instytucie Zachodnim im. Zygmunta Wojciechowskiego w Poznaniu.
W 1997 zdał egzamin sędziowski, a w 2006 uzyskał uprawnienia radcy prawnego. Powoływany w skład rady nadzorczej rozgłośni Radio Merkury. W pracy naukowej specjalizuje się w zagadnieniach z zakresu prawa prasowego i prawa w marketingu politycznym. W 2016 i 2022 był kandydatem posłów (odpowiednio PO i KO) do Krajowej Rady Radiofonii i Telewizji.